# Nichinan
Nichinan (japanska: 日南市   ?, Nichinan-shi) är en stad i Miyazaki prefektur i södra Japan. Staden fick stadsrättigheter 1950.